# Amiota promissa
Amiota promissa är en tvåvingeart som beskrevs av Toyohi Okada 1960. Amiota promissa ingår i släktet Amiota och familjen daggflugor. Inga underarter finns listade i Catalogue of Life.